# Выборы

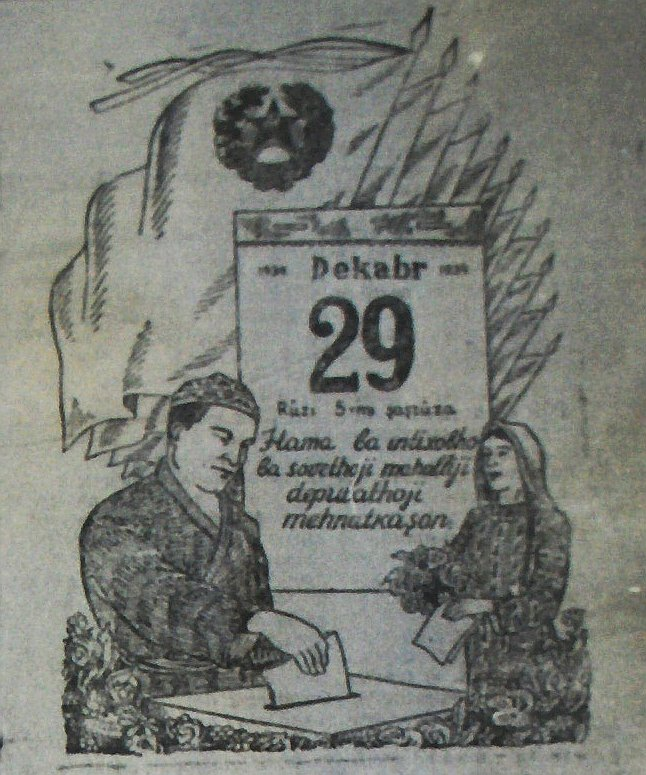
Голосование на выборах в СССР, иллюстрация из газеты «Коммунистическая Исфара», 29 декабря 1938 года.

Вы́боры — процедура избрания кого-либо путём открытого или тайного голосования.
Выборы — одна из наиболее распространённых форм участия людей (граждан и так далее) в общественно-политической жизни государства, страны, региона (региональные выборы) организации и так далее, важный институт функционирования политической системы и политического режима, их легитимности. Выборы проводятся для осуществления законного утверждения в должности какого-либо руководителя административного или общественного органа управления или представителя от лица участвующих в выборах лиц (Электората) в составе законодательного или иного органа управления. Процедура выборов применяется в системе государственного, общественного и так далее управления, а также в системе управления любыми иными общностями людей, объединённых профессиональной, общественной или иными видами деятельности, убеждениями, вероисповеданиями и так далее.
Выборы можно рассматривать как эффективный институт цивилизованной политической конкуренции и государственного управления .
Свободные выборы считаются на сегодняшний день наиболее демократичной системой замещения руководящих должностей в любых общностях людей.

## Избирательные системы

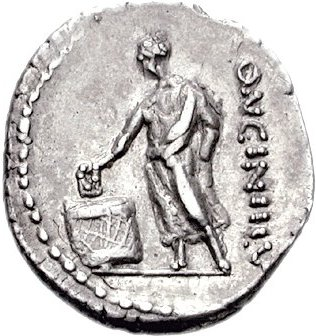
Римская монета, запечатлевшая процедуру выборов

Существует три основных вида избирательных систем: мажоритарная, пропорциональная и гибридная системы. Пропорциональная система определяет рейтинг политических сил, пропорционально которому между данными силами распределяются места. На такую систему может влиять и порог для партий, получивших малое количество голосов, когда голоса, отданные за малые партии, автоматически распределяются между перешагнувшими порог партиями. При мажоритарной системе избиратели голосуют не за партии, а за конкретных кандидатов. При такой системе в парламент проходит кандидат, получивший простое большинство голосов (то есть хотя бы на один голос больше любого другого кандидата). Существуют также смешанные системы. До 2003 года и начиная с 2016 года в России использовалась пропорционально-мажоритарная система, при которой половина кандидатов проходила в парламент по партийным спискам, а другая половина выбиралась в местных округах по мажоритарной системе. Гибридная система является дочерней и от мажоритарной, и от пропорциональной. Её суть может быть выражена формулой:
мажоритарная с исключительным выдвижением обще партийным списком = гибридная = пропорциональная с указанием в партийном списке каждому кандидату мажоритарного округа, в котором он будет баллотироваться.

### Мажоритарная система
От фр. Majoritee — большинство.
При этой системе избранным считается тот, за кого было подано большинство голосов, а голоса, поданные за остальных кандидатов, не учитываются. Мажоритарная система с двумя турами голосования используется в России на выборах Президента.
Мажоритарная система имеет две основные разновидности — простого большинства (избранным считается кандидат, набравший более 50 % голосов от числа проголосовавших) и относительного большинства (победителем считается кандидат, набравший простое большинство голосов; для победы на таких выборах число набранных голосов может быть менее 50 %).
В соответствии с Федеральным законом от 10 января 2003 г. «О выборах Президента Российской Федерации» предусматривается избрание главы российского государства на основе мажоритарной системы простого большинства. В соответствии с п. 3 ст. 76 указанного закона, избранным Президентом РФ считается зарегистрированный кандидат, который получил более половины голосов избирателей, принявших участие в голосовании.
Округ, по которому проходят выборы по мажоритарной системе называется мажоритарным или одномандатным избирательным округом.

### Пропорциональная система
При пропорциональной системе места в парламенте распределяются между политическими партиями в соответствии с количеством набранных голосов. При использовании пропорциональной системы с порогом в парламент не проходят партии, набравшие менее определённого процента голосов. В России на данный момент порог составляет 5 %. Голоса, отданные за партии, не прошедшие в парламент, пропорционально распределяются между другими партиями. Так, если в парламент прошли только 3 основные партии А, Б и В, за которые было отдано 40 %, 25 % и 15 % голосов соответственно, то оставшиеся 20 % голосов отданные за партии не прошедшие порог распределятся в соотношении 40:25:15 и фактически партия А получит 50 %, партия Б — 31,25 %, а партия В — 18,75 % голосов.
Пропорциональная система выборов действовала на федеральных выборах в России с 2003 до 2015 года. Данная система также применяется при выборах в Израиле, Италии и др.
На Украине пропорциональная система действовала на выборах в Верховный совет Украины в 2006 и 2007 годах.
Округ, по которому проходят выборы по пропорциональной системе, называется многомандатным избирательным округом.

### Смешанная система
Представляет собой параллельное осуществление двух принципов организации избирательной системы. При данной системе часть депутатов избирается в округах по мажоритарной системе, а остальные избираются по партийным спискам по пропорциональной системе.
Использовалась на Украине на выборах народных депутатов Украины в 2002 г. С 2006 г. на Украине действовала пропорциональная система выборов в Верховный Совет. 10 июля 2010 г. был принят закон, согласно которому выборы депутатов Верховного Совета Крыма, областных, районных, городских, районных в городах советов проводятся по смешанной системе.

### Гибридная система
Представляет собой итог синтеза двух основных систем: мажоритарной и пропорциональной. Она имеет порядок определения избранных депутатов такой же, как и мажоритарная, но порядок выдвижения — присущий пропорциональной системе.

### Избирательный ценз
Для защиты демократического процесса от некомпетентных и не системных политических сил в большинстве стран существуют различные виды цензов для избирателей и кандидатов. Виды цензов:
- возрастной;
- наличие гражданства;
- имущественный;
- сословный.

## Большинство в избирательном праве[4]
Большинство — понятие конституционного права, используемое при проведении различных форм голосования. В избирательном праве принято различать абсолютное, простое, относительное и квалификационное.
Абсолютным считается большинство, составляющее более 50 % голосов от общего числа избирателей, или депутатов, установленного Конституцией. То есть общее число — конституционное число. Такое большинство требуется при принятии Госдумой законов или решений, относительно их материальной компетенции.
Простое большинство представляет собой набор кандидатом превышение половины голосов избирателей, принимающих участие в голосовании.
Относительным большинством считается число голосов победившего кандидата, за которого проголосовало больше избирателей, чем за соперника. Такой принцип применяется при выборе депутатов по территориальным избирательным округам. Неважно, на сколько больше голосов получил победитель, важно, что больше, чем его соперники. Выборы могут считаться несостоявшимися в том случае, когда менее 25 % избирателей приняло участие в голосовании. Метод относительно большинства используется при определении путем голосования предпочтения одного из предложенных вариантов разрешения обсуждаемого вопроса.
Квалифицированным считается большинство, когда кандидат избирается самым высоким числом избирателей, отдавших за него свои голоса, например, 2/3, ¾, от общего числа избирателей или числа избирателей, участвовавших в голосовании. Требуется, например, для того, чтобы преодолеть вето президента, наложенное на принятый Госдумой закон. Если Госдума настаивает на своем, то она должна получить не менее 2/3 голосов. Для принятия конституционных законов требуется не менее ¾ голосов.

## Стадии избирательного процесса
- назначение даты выборов
- образование (определение) избирательных округов
- установление избирательных участков
- создание избирательных органов
- регистрация избирателей
- Период выдвижения кандидатов или партийных списков.
- Агитационный период — период, в течение которого разрешается проводить предвыборную агитацию.
- Голосование.
- Опрос на выходе, или экзит-поллы — неформальное предложение проголосовавшим записать свой выбор для контроля действий избирательной комиссии.
- Подсчёт голосов, определение результатов выборов избирательной комиссией. Контроль за соблюдением законоположений об избирательном процессе; избирательно-правовые споры; ответственность за избирательные правонарушения.

### Электронные выборы
При электронных выборах вместо обычных бюллетеней используются специальные электронные устройства для голосования. Это позволяет значительно упростить процедуру подсчёта голосов.
Однако, преимущества использования компьютеров при голосовании являются спорными. Некоторые критики утверждают, что электронные выборы противоречат принципу гласности и открытости выборов, так как не позволяют проследить ход голосования и могут быть сфальсифицированы хакерами. Конституционный суд Германии, исходя из этих соображений, вынес решение в марте 2009 года о запрете использования компьютеров при голосовании во время выборов.

### Избирательные технологии
В общем понимании это политическая реклама и консультирование. Прогнозирование выборов.

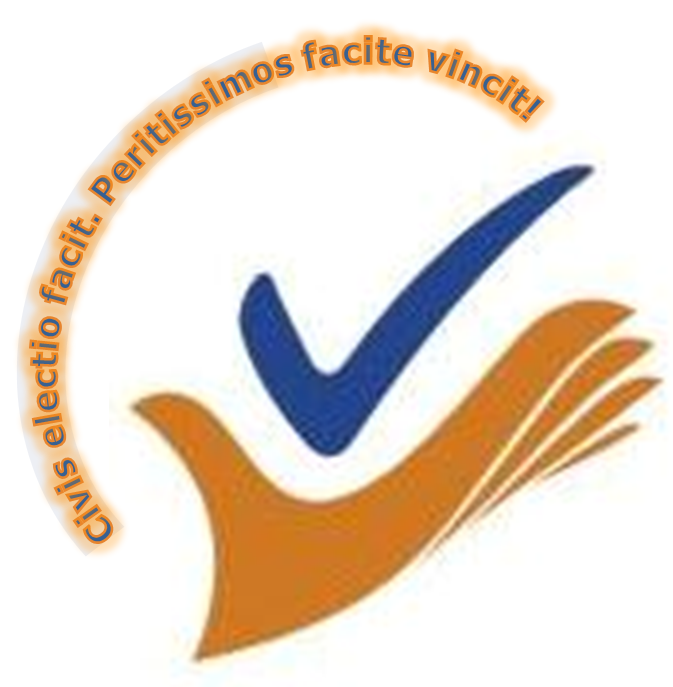
Эмблема политтехнологов (Рolitical strategists)

Однако в реальности под политическими технологиями следует понимать комплекс специфических мер, приёмов и методов, применяемых специалистами по организации участия в выборах («политическими технологами»), направленных на победу в выборах.
В качестве «инструментария» в выборных технологиях выступают социология, рекламные технологии и технологии формирования общественного мнения (PR), отдельные методы маркетинга и социальной психологии.
В настоящее время наиболее крупные выборные кампании организуют и проводят профессиональные коллективы специалистов, объединяющие профессионалов в различных сферах избирательных технологий. Для России сегодня характерно доминирование на выборах команд специалистов объединяющихся вокруг своих лидеров и уход большинства специализированных агентств в сферу бизнес-консультирования.

## Недостатки избирательных систем
Применяющиеся в настоящее время системы, базирующиеся на абсолютном или относительном большинстве голосов, не могут обеспечить адекватного отражения желания даже участвовавших в выборах людей. Это было показано с помощью элементарных рассуждений французским математиком и философом Кондорсе.
Избирательное право — право гражданина избирать и избираться.
Пассивное избирательное право — право быть избранным в органы государственной власти и органы местного самоуправления.
Активное избирательное право — право граждан избирать в выборные государственные органы, а также участвовать в референдумах.

## Выборы по странам

### Выборы в России и СССР

#### История
История выборов в России начинается с IX века. Город Великий Новгород назывался «центром земли русской», и жители города решали путём голосования, кого призвать князем. После призвания варягов во главе с Рюриком в качестве князя выборы на время потеряли свою сущность. Однако после изгнания новгородцами князя Всеволода Мстиславича в XII веке, в Новгородской торговой республике также проводились выборы (вече) вплоть до присоединения к Великому княжеству Московскому в 1478 году. Так же было в Псковской республике до её ослабления и включения в состав централизованного Русского государства в 1510 году.
В 1905 году в ходе первой русской революции министр внутренних дел А. Г. Булыгин представлял свой проект (Булыгинской думы), но 17 октября был написан новый проект. В Российской империи законодательное учреждение Государственная Дума созывалась 4 раза.
В России 1917 года проводились выборы в Учредительное собрание, а также в Советы рабочих, крестьянских и солдатских депутатов.
В 1917—1936 годах выборы в Советской России и в СССР проводились путём открытого голосования. При этом избиратели в городах избирали депутатов на избирательных собраниях своих рабочих местах — на тех предприятиях, на которых работали. Выборы не были всеобщими — к участию в них не допускались представители «эксплуататорских классов» — священники, бывшие дворяне, нэпманы. Выборы были непрямыми — непосредственно избиратели выбирали лишь депутатов Советов низшего уровня (сельских и городских). И уже депутаты Советов отправляли делегатов на вышестоящий съезд (например, сельсовет направлял делегатов на волостной съезд, волостной съезд выбирал делегатов на уездный съезд, уездный съезд — на губернский, губернский — на Всероссийский). Выборы не были равными: на съездах Советов избиратели-горожане имели пятикратное повышенное представительство по сравнению с сельскими избирателями.

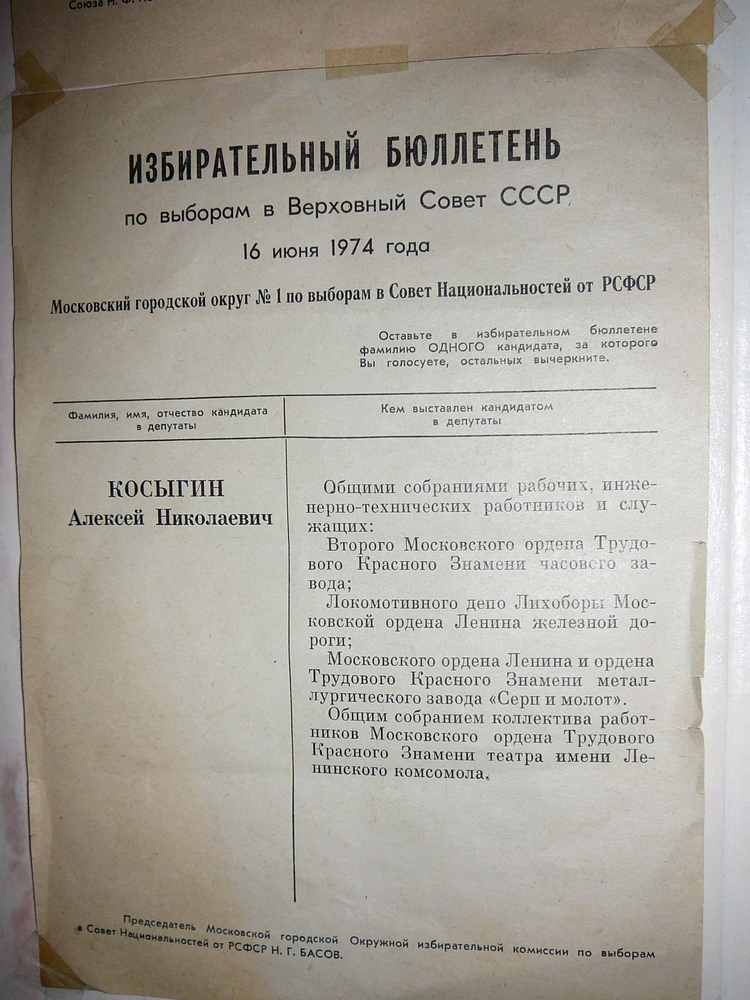
Советский избирательный бюллетень 1974 года. Единственный кандидат — А. Н. Косыгин

После принятия сталинской конституции, с 1937 г. произошла формальная формализация выборов в Советы. Они стали прямыми, равными и тайными, но по факту были безальтернативными, так как все кандидаты представляли «Блок коммунистов и беспартийных» и заранее утверждались руководством. К участию в выборах стали привлекать и представителей «эксплуататорских классов» — даже против их воли. Формально в СССР действовала мажоритарная избирательная система абсолютного большинства. Граждане могли теоретически выдвигать нескольких кандидатов, голосовать за или против кандидата, а также вписывать в бюллетень не внесённую в него кандидатуру, но случаи неизбрания кандидата уникальны. Явка на выборы была почти стопроцентной благодаря массовой агитации и принуждению.
В 1990 году состоялись выборы народных депутатов РСФСР. 12 июня 1991 года были впервые проведены прямые выборы Президента России, на которых победил Борис Ельцин.

#### Система выборов в России
В России гражданин имеет право избирать с 18 лет, право быть избранным в представительный орган — с 21 года, а Президентом страны — с 35 лет.
Президент России и Государственная Дума избираются сроком на 6 (статья 81 Конституции России) и 5 лет соответственно. На основании Конституции Президент не может быть избран более чем на два срока.
Депутаты Государственной Думы избираются по партийным спискам. Организационная структура Государственной Думы РФ включает в свой состав: председателя, заместителей, руководителей комитетов Думы и руководителей думских фракций.
Выборы в России проводятся избирательными комиссиями.
Центральная избирательная комиссия Российской Федерации — ЦИК РФ с 1995 года состоит из 15 членов, из которых 5 назначаются Президентом РФ, 5 — Советом Федерации, 5 — Государственной Думой. Каждый из них должен иметь, как минимум, высшее профессиональное образование (до внесения изменений в законодательство, необходимо было иметь высшее юридическое образование), а также желательно учёную степень в области права.
Разработкой материалов для обучения избирательных комиссий различного уровня занимается Российский центр обучения избирательным технологиям при Центральной избирательной комиссии Российской Федерации.
Действия избирательной комиссии могут контролировать наблюдатели только от политических партий. На президентских выборах 2012 года на избирательных участках были установлены по две вебкамеры (общий план и вид на урну), трансляции с которых публиковались в день выборов на сайте http://webvybory2012.ru. Выборную кампанию перед единым днём голосования в 2016 году, непосредственно саму процедуру выборов и подсчёт результатов будут также контролировать региональные уполномоченные по правам человека.

##### Отмена результатов выборов
По мнению некоторых юристов процедура обжалования результатов выборов в России проработана недостаточно. Так, глава юридической службы КПРФ, депутат Госдумы Вадим Соловьёв говорил в 2012 году, что:
Владимир Путин привел нынешнее законодательство в такое состояние, что правовым путём добиться отмены итогов выборов в принципе невозможно. … обжаловать итоги на десятках тысяч избирательных участков физически нереально, к тому же суды крайне редко отменяют итоги выборов даже на конкретном избирательном участке.
На конец 2011 представителями «Яблока» и КПРФ подано около 250 исков в районные суды. КПРФ также намерена обратиться с иском об отмене итогов выборов по совокупности нарушений в Верховный суд. Вадим Соловьев предлагает изменить законодательство, чтобы дела о совокупности нарушений сразу по всем участкам рассматривал Конституционный суд

### Выборы вКазахстане
- Выборы в Верховный Совет Республики Казахстан 1994 года (мажоритарная система)
- Выборы в Мажилис Парламента Республики Казахстан 1995 года (мажоритарная система)
- Выборы в Мажилис Парламента Республики Казахстан 1999 года (смешанная, пропорционально-мажоритарная система)
- Выборы в Мажилис Парламента Республики Казахстан 2004 года (смешанная, пропорционально-мажоритарная система)
- Досрочные выборы в Мажилис Парламента Республики Казахстан 2007 года  (пропорциональная система)
- Досрочные выборы в Мажилис Парламента Республики Казахстан 2012 года  (пропорциональная система)
- Досрочные выборы в Мажилис Парламента Республики Казахстан 2016 года  (пропорциональная система)
- Выборы в Мажилис Парламента Республики Казахстан 2021 года  (пропорциональная система)
- Досрочные выборы в Мажилис Парламента Республики Казахстан 2023 года (смешанная, пропорционально-мажоритарная система)

Президентские выборы
- Первые выборы Президента Республики Казахстан (декабрь 1991 года). Победил Нурсултан Назарбаев.
- Досрочные выборы Президента Республики Казахстан. 1999 год. 10 января. Один тур. Президент — Нурсултан Назарбаев.
- Досрочные выборы Президента Республики Казахстан. 2005 год. 4 декабря. Один тур. Президент — Нурсултан Назарбаев.
- Досрочные выборы Президента Республики Казахстан. 2011 год. 3 апреля. Один тур. Президент — Нурсултан Назарбаев.
- Досрочные выборы Президента Республики Казахстан. 2015 год. 26 апреля. Один тур. Президент — Нурсултан Назарбаев.
- Досрочные выборы Президента Республики Казахстан. 2019 год. 9 июня. Один тур. Президент — Касым-Жомарт Токаев.
- Досрочные выборы Президента Республики Казахстан. 2022 год. 20 ноября. Один тур. Президент — Касым-Жомарт Токаев.

Местные выборы.
- Выборы 1999, 2003, 2007, 2012, 2016, 2021, 2022, 2023, гг.
- Выборы депутатов Мажилис Парламента РК, депутатов областных, районных, и городских маслихатов.

### Выборы вСША

#### Президент США
Праймериз.

### Парламентские выборынаУкраине
- Выборы в Верховную Раду Украины 1994 года (мажоритарная система)
- Выборы в Верховную Раду Украины март 1998 года (смешанная, пропорционально-мажоритарная система)
- Выборы в Верховную Раду Украины март 2002 года (смешанная, пропорционально-мажоритарная система)
- Выборы в Верховную Раду Украины март 2006 года (пропорциональная система)
- Досрочные парламентские выборы на Украине в сентябре 2007 года
- Выборы в Верховную Раду Украины октябрь 2012 года (смешанная, пропорционально-мажоритарная система)

Президентские выборы
- Первые выборы Президента Украины (декабрь 1991 года). Победил Леонид Кравчук.
- Выборы Президента Украины. Два тура. 1994 год. Президент — Леонид Кучма.
- Выборы Президента Украины. Осень 1999 года. Два тура. Президент — Леонид Кучма.
- Выборы Президента Украины. Осень 2004 года. Два тура. Декабрь 2004 года — переголосование второго тура. Президент Виктор Ющенко.
- Выборы Президента Украины. 2010 год. Два тура. Президент Виктор Янукович.
- Досрочные выборы Президента Украины. 2014 год. 25 мая. Один тур. Президент Петр Порошенко.
- Выборы президента Украины. 2019 год. Два тура. Президент Владимир Зеленский.

Местные выборы.
- Выборы 1994, 1998, 2002, 2006 гг.
- Выборы депутатов Верховного совета АРК, депутатов областных, районных, городских, поселковых и сельских советов.
- В 1994 году — прямые выборы председателей областных советов.
- С 2006 года выборы в областные, районные и городские советы — на пропорциональной основе.
- В 2006 году городских глав выбрали на четыре года, депутатов местных советов — на пять лет.

## Фальшивые выборы

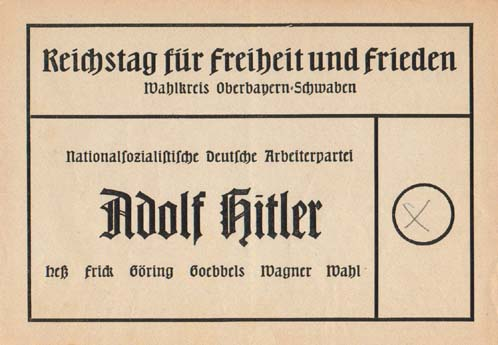
Избирательный бюллетень о выборах 1936 года в нацистской Германии

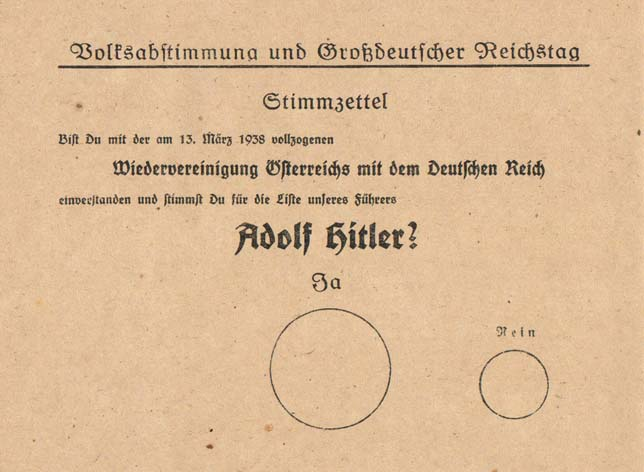
Избирательный бюллетень на выборах 1938 года в нацистской Германии, в котором избиратели должны были «утвердить» новый рейхстаг и аншлюс Австрии. Поле «нет» было сделано значительно меньше, чем поле «да»

Фальшивые, фальсифицированные, фиктивные выборы — это выборы, которые проводятся исключительно напоказ, то есть без какого-либо значимого выбора или реального влияния на структуру власти.
Фальшивые выборы — обычное явление в диктаторских режимах, которые чувствуют необходимость симулировать свою легитимность. Результаты таких «выборов» обычно показывают почти 100%-ю явку избирателей и высокую поддержку (обычно не менее 80 %) для назначенного кандидата (кандидатов) партии, находящейся у власти.
В фальшивых выборах участвуют только кандидаты, одобренные правящим режимом. Кандидаты от оппозиции перед выборами арестовываются по ложным обвинениям (или даже без каких-либо обвинений). Фиктивными могут быть не только голосования по персональным вопросам, но и референдумы о государственном устройстве, например референдумы на оккупированных территориях Украины (2022).
Избирательные бюллетени иногда содержат только вариант «да»; в случае выбора «да или нет» людей, которые выбирают «неправильный» вариант, часто преследует тайная полиция. В других случаях те, кто голосует, получают за это штампы в своем паспорте, а те, кто не голосовал (и, следовательно, не имеет штампа), преследуются как враги народа.
В некоторых случаях даже фальшивые выборы могут иметь неожиданные последствия для партии власти, особенно если режим переоценивает свою популярность и действует без принуждения или мошенничества. Самыми известными примерами этого были Чилийский национальный плебисцит (1988) и Парламентские выборы в Мьянме (1990).

### Примеры
Примерами фальшивых выборов являются Парламентские выборы в Италии (1929) и Парламентские выборы в Италии (1934) в фашистской Италии, выборы в нацистской Германии, выборы в народный Сейм Латвии после присоединения Прибалтики к СССР в Эстонии, Латвии и Литве, референдум 1955 года во Вьетнаме, Президентские выборы в Казахской ССР, выборы 1958 года в Португалии и в большинстве «социалистических государств», таких как Восточная Германия, Советский Союз, КНР, КНДР и др.
В историю вошел случай на всеобщих выборах в Либерии 1927 года, когда Чарльз Кинг, как сообщалось, набрал 234 000 голосов, что в пятнадцать раз превышало число избирателей.

### Комментарии
1. ↑  За месяц на всех домах, улицах, столбах, киосках и т.д. расклеивались плакаты, где большими буквами значилось: "Голосуйте за Сталина".

... Я решила, что не пойду. Хозяева моей комнаты умоляли пойти, т.к. они отвечали бы арестом за то, что сдавали комнату контрреволюционерке, и не донесли. Я всю ночь не могла заснуть ...

Ещё было совсем темно, когда в моё окошко резко застучали со словами: "Отворите!" ... Без дальних слов ко мне подошли двое комсомольцев и комсомолка. Велели при себе одеться и повели на улицу, где стояли сани. Посадили и повезли в здание выборов.

За большим столом, украшенным ... бюстами Ленина и Сталина, сидело несколько коммунистов с списками по буквам и было несколько урн. Меня отметили на листе и дали конверт с вложенной бумагой и сказали:"Заклейте и бросьте в указанную урну". Конверты подали в последовательном порядке. Если кто-нибудь интересовался содержанием бумажки, то мог пройти в кабинку и там за тонкой занавеской вырисовывался силуэт спрятанного агента. ...

Люди, не пришедшие или написавшие другое имя, иногда непосредственно, а иногда через короткий срок арестовывались[8]